# Вятский Посад
Вятский Посад — посёлок в Орловской области России. 
В рамках административно-территориального устройства входит в Образцовский сельсовет Орловского района, в рамках организации местного самоуправления — в Орловский муниципальный округ.

## География
Расположен в 1 км от южной границы города Орла.

## Население
| 2002 | 2010 |
| ---- | ---- |
| 178  | ↗259 |

Согласно результатам переписи 2002 года, в национальной структуре населения русские составляли 97 % от жителей.

## История
С 2004 до 2021 гг. в рамках организации местного самоуправления посёлок входил в Образцовское сельское поселение, упразднённое вместе с преобразованием муниципального района со всеми другими поселениями путём их объединения в Орловский муниципальный округ.

## Культура

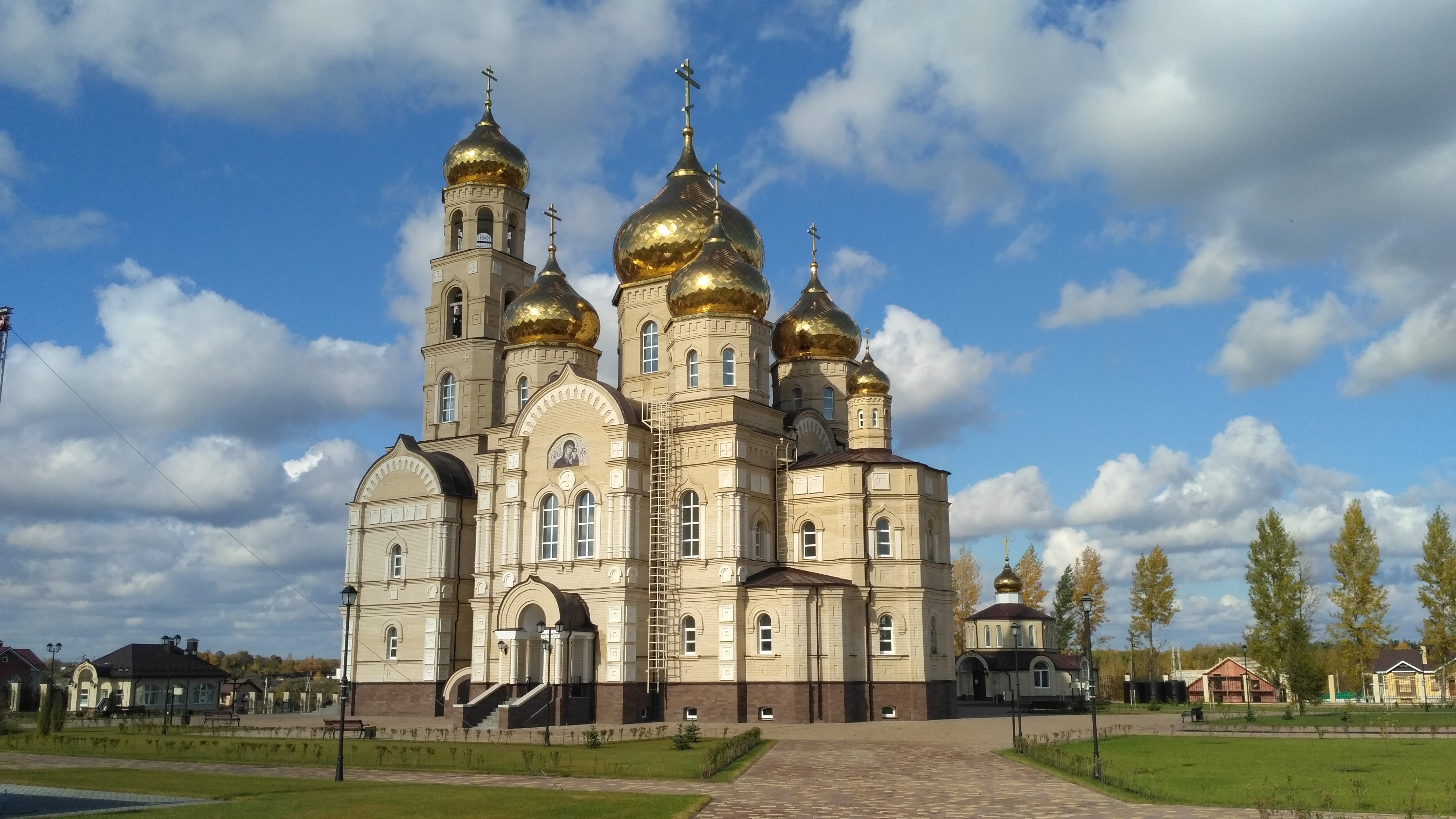
Сретенский храм

В посёлке есть православный комплекс, построенный в 2015—2017 годах. В центре находится семикупольный двухэтажный Сретенский храм, возведённый в неовизантийском стиле с 40-метровой колокольней.